# Adoptio
De adoptio was de adoptie van iemand die alieni iuris ("onder een ander zijn recht") was. Dit betekende dat men onder de patria potestas van iemand anders viel, namelijk de pater familias, en men door de adoptio een nieuwe pater familias kreeg (adoptator, pater adoptivus). Deze overgang van de ene familia naar de andere familia (mutatio familiae) was essentieel voor deze rechtshandeling.

## Types
In laat-antieke tijd maakte men een onderscheid tussen twee vormen van adoptio: de adoptio plena ("volledige adoptie") en de adoptie minus plena ("minder volledige adoptie").

### Adoptio plena
De adoptio plena was in feite een voortzetting van de oudste vorm van adoptie, waarbij men door de adoptio overging in de patria potestas van degene door wie men was geadopteerd.

### Adoptio minus plena
De adoptio minus plena was een variant waarbij men weliswaar overging in de patria potestas van degene door wie men was geadopteerd, zonder weliswaar zijn aanspraken op de erfenis van zijn voormalige familia te moeten laten vallen.

## Referentie
- A. Berger, art. adoptio; adoptio minus plena; adoptio plena, in A. Berger, Encyclopedic Dictionary of Roman Law, Philadelphia, 1953, p. 350.